# Штаб-квартира ФІФА
Штаб-квартира ФІФА — комплекс у Цюриху, Швейцарія, що служить як офіційний штаб ФІФА і знаходиться в 7 окрузі Цюриха.
Крім офісів, комплекс включає в себе фітнес-центр, кімнату для відпочинку, географічно-тематичні парки і повнорозмірне футбольне поле.
Головна будівля має тільки два наземні поверхи, які віддані під офіси, і кожен співробітник отримав місце біля вікна. Причиною цього стало те, що у парковій зоні Цюриха не можна будувати будинки вище двох поверхів. Крім того споруда має ще п'ять підземних поверхів. Під землю пішли технічні споруди, центр документації, гараж і конференц-зал виконавчого комітету ФІФА. Така була задумка архітектора Тілли Теус. Важливі рішення повинні прийматися далеко від мирської суєти. Як пояснив тодішній президент ФІФА Зепп Блаттер «Місця, де люди приймають рішення, повинно містити тільки непряме світло, тому що світло повинне виходити від самих людей, які зібралися там».
В травні 2015 року в будівлі пройшов рейд швейцарської поліції в рамках розслідування кримінальної справи з приводу підкупу при визначенні господарів чемпіонату світу в 2018 році і 2022 роках, під час якої було заарештовано 14 осіб.

## Галерея

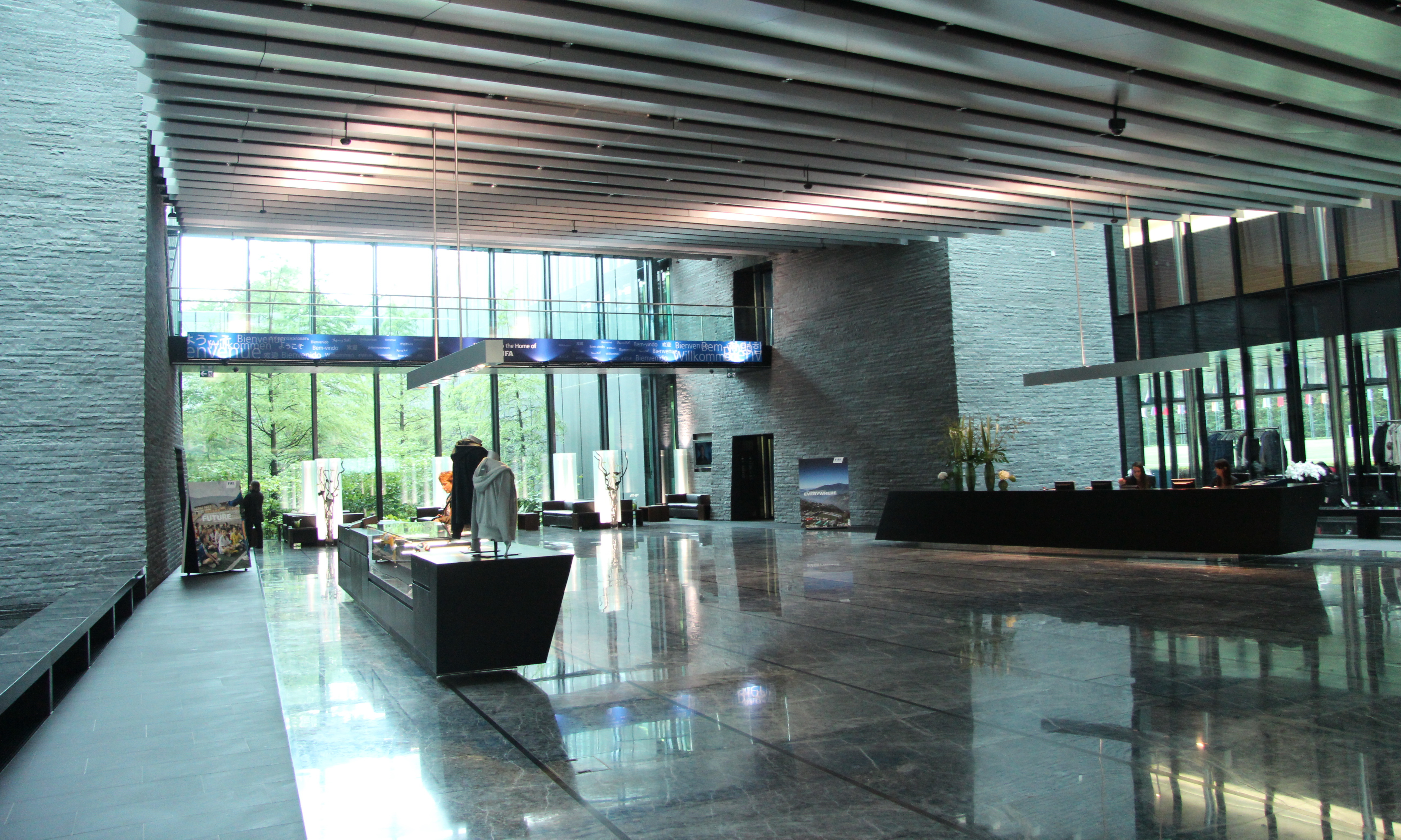
Головна зала штаб-квартири
Футбольне поле штаб-квартири
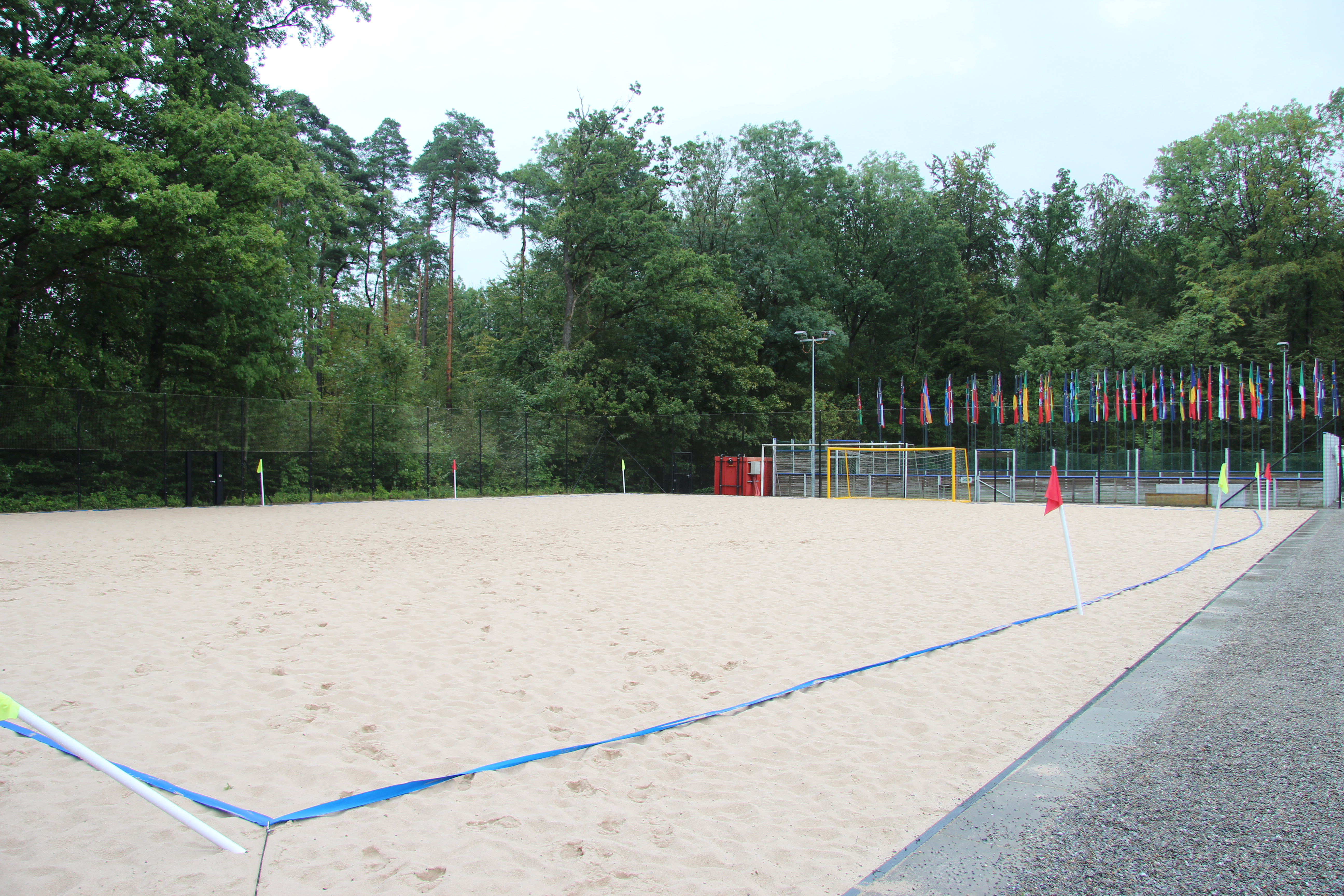
Поле для пляжного футболу
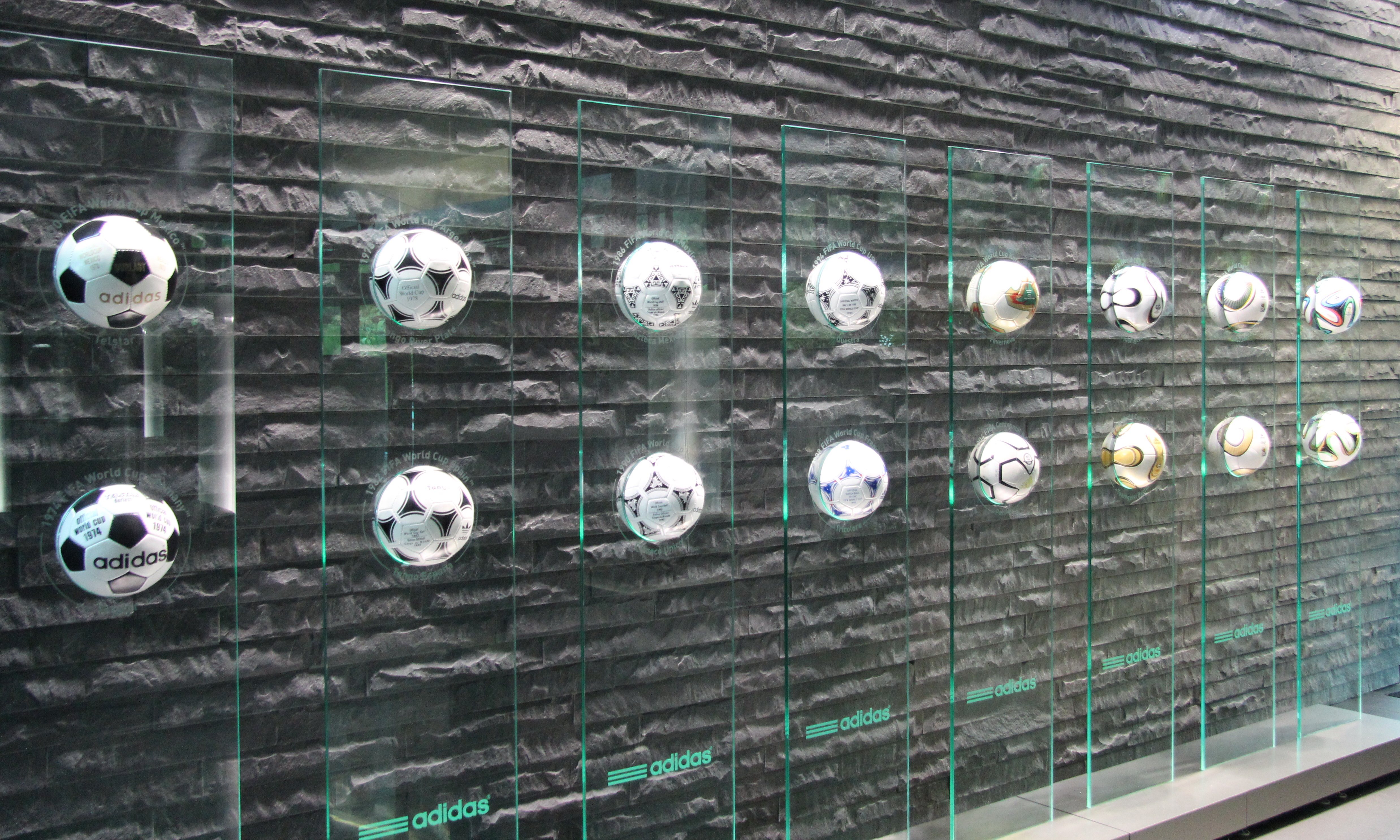
М'ячі чемпіонатів світу у музеї ФІФА